# Frankie Smith
Franklyn Leon "Frankie" Smith (1953, Filadélfia, Pensilvânia) é um cantor norte-americano, conhecido pelo seu single de 1981, "Double Dutch Bus".

## Discografia
- Children of Tomorrow (1981)